# Tainan Dalpra
Tainan Dalpra Costa (Florianópolis, 6 de novembro de 2000) é um competidor brasileiro de jiu-jitsu brasileiro faixa-preta. Reconhecido por vencer todos os principais torneios como faixa colorida, Dalpra conquistou o título de bicampeão mundial no Campeonato Mundial de Jiu-Jitsu, campeão pan-americano em 2022 e europeu em 2023. Ele é classificado como o número 1 na categoria médio de kimono do ranking IBJJF de 2022-2023.

## Carreira inicial
Tainan Dalpra nasceu em Florianópolis, Brasil. Aos 5 anos, começou a aprender jiu-jitsu brasileiro com seu pai. Aos 13 anos, enquanto competia no IBJJF Pan Kids como faixa-laranja, conheceu  Rafael Mendes e  Guilherme Mendes, fundadores da  Art of Jiu Jitsu, conhecida por ter um dos melhores programas de jiu-jitsu infantil do mundo. Em 2015, Dalpra mudou-se para Costa Mesa, Califórnia, nos Estados Unidos, onde ingressou na equipe de competição e no programa de bolsas da AOJ, sob a orientação dos irmãos Mendes. Ainda como juvenil, venceu todas as competições que disputou, incluindo o Campeonato Pan-Americano de Jiu-Jitsu e o Campeonato Mundial de Jiu-Jitsu. Em 2018, conquistou ouro duplo em todas as competições na divisão adulta e foi promovido a faixa-roxa no pódio do mundial.

## Carreira como faixa-preta

### 2020-2021
Em outubro de 2020, Dalpra foi promovido a faixa-preta por seu treinador Guilherme Mendes no pódio do Pan-Americano. Em 2021, venceu o Campeonato Mundial de Jiu-Jitsu, o Pan-Americano e o  Abu Dhabi Grand Slam Jiu-Jitsu World Tour. Também competiu no BJJ Stars 6, em 26 de junho de 2021, finalizando Athos Miranda com um estrangulamento de lapela. Retornou ao evento no BJJ Stars 7, em 6 de novembro de 2021, onde finalizou Lucas Gualberto com uma chave de pé chamada toehold. Foi então convidado para o Grand Prix de Peso Médio da IBJJF, em 13 de novembro de 2021, derrotando Renato Canuto por 9-2 nos pontos na primeira rodada e finalizando Jonnatas Gracie com um estrangulamento para vencer o torneio.

### 2022
Dalpra conquistou o Campeonato Europeu de Jiu-Jitsu IBJJF  e o Campeonato Pan-Americano de Jiu-Jitsu pela segunda vez, um torneio que ele já havia vencido nas faixas azul, roxa, marrom e preta. Em maio de 2022, foi anunciado que Dalpra assinou um contrato para competir no ONE Championship no futuro. Em seguida, venceu o Campeonato Mundial IBJJF na categoria médio pela segunda vez em 2022. Foi convidado para uma superluta contra Rodrigo Lopes no Grand Prix de Peso Médio da IBJJF, em 28 de outubro de 2022, finalizando Lopes com um armlock aos 4:22.

### 2023
Dalpra retornou ao Campeonato Europeu IBJJF em 2023, conquistando o ouro na categoria médio. Em março de 2023, enfrentou Isaque Bahiense em uma superluta de 30 minutos no IBJJF FloGrappling Grand Prix em Austin, Texas. Dalpra venceu por pontos, 19-2.
Em 26 de março de 2023, conquistou a medalha de ouro na categoria médio do Campeonato Pan-Americano de Jiu-Jitsu Brasileiro de 2023. Em seguida, competiu no Campeonato Brasileiro de Jiu-Jitsu em 7 de maio de 2023, vencendo o ouro na categoria médio.
No Campeonato Mundial de Jiu-Jitsu, realizado em 3 e 4 de junho, Dalpra conquistou a medalha de prata na categoria médio. Sua derrota para Jansen Gomes [en], decidida por vantagens (0x0, 2-0), na final marcou a primeira perda de sua carreira como faixa-preta na IBJJF. Dalpra retornou às competições no Campeonato Asiático IBJJF 2023, em 7 de julho, e venceu o ouro na categoria meio-pesado. Em seguida, competiu no Tough Roll Winter Grand Prix, em 29 de junho de 2023, finalizando Burak Sarman com um estrangulamento.
Dalpra enfrentou Yan Paiva no Grand Prix Absoluto da IBJJF, em 1º de setembro de 2023. Ele venceu por finalização.
Foi convidado a competir na categoria médio do The Crown, em 19 de novembro de 2023, ao lado de Jackson Nagai, Andy Murasaki e Pedro Maia. Ele derrotou ambos os oponentes e venceu a divisão.
Dalpra anunciou que faria sua estreia no no-gi em 2023, e foi escalado para enfrentar Troy Russell no Who's Number One 21: Ryan x Barbosa. Ele venceu por finalização com um armlock.

### 2024
Dalpra competiu contra Oliver Taza no Who's Number One 22, em 9 de fevereiro de 2024. Ele derrotou Taza por decisão.
Enfrentou Mauricio Oliveira em uma superluta com quimono no Grand Prix Absoluto No-Gi da IBJJF, em 29 de fevereiro de 2024. Ele venceu por finalização com um mata-leão.
Dalpra competiu na categoria médio do Campeonato Mundial de Jiu-Jitsu de 2024, mas foi desclassificado nas quartas de final.
Enfrentou Jacob Rodriguez no Who's Number One 24, em 20 de junho de 2024. Ele venceu por decisão. Em seguida, conquistou a medalha de ouro na categoria médio do Campeonato Asiático IBJJF 2024, em 30 de junho de 2024.
Estava escalado para enfrentar Francisco Lo no co-evento principal do BJJ Stars 13: Vikings Edition, em 3 de agosto de 2024. Ele desistiu da luta em cima da hora e foi substituído por Gabriel Galvão. Dalpra enfrentaria Max Lindblad no Polaris 29, em 7 de setembro de 2024. Contudo, Lindblad se retirou do evento pouco antes da data, sendo substituído por Tarik Hopstock. Nessa luta, Dalpra venceu ao finalizar Hopstock com uma kimura.
Dalpra competiu na categoria médio do IBJJF: The Crown 2024, em 17 de novembro de 2024. Ele derrotou Gabriel Galvão e Elijah Dorsey, mas não pôde competir na final devido a uma lesão, terminando com a medalha de prata.

### 2025
Dalpra conquistou a medalha de ouro na categoria médio do Campeonato Europeu de Jiu-Jitsu IBJJF de 2025. Ele enfrentou Rene Sousa no Who’s Number One 26, em 7 de fevereiro de 2025. Nesse combate, Tainan dominou as ações, aplicando diversas tentativas de guilhotina até conseguir a finalização, conquistando assim sua quarta vitória consecutiva no evento.

## Vida pessoal
Dalpra é casado com Sophia Dalpra, também competidora de jiu-jitsu brasileiro.

## Filantropia
Dalpra leiloou o quimono exclusivo que usou no Campeonato Brasileiro de Jiu-Jitsu de 2023 para arrecadar fundos para projetos sociais no Brasil. O leilão foi concluído em 15 de maio de 2023, arrecadando US$ 4.000 para três diferentes instituições de caridade no Brasil.

## Resumo competitivo no jiu-jitsu brasileiro
Principais conquistas (faixa-preta):
- Campeão Mundial IBJJF (2021 / 2022[51]/ 2025)
- Campeão Brasileiro (2023/ 2025)
- Bicampeão Pan-Americano IBJJF (2021 / 2022/ 2025)
- Campeão Europeu IBJJF (2022/ 2025)
- Vencedor do Abu Dhabi Grand Slam Miami (2021)

Principais conquistas (faixas coloridas):
- Campeão Mundial IBJJF (2018 faixa-azul)
- 2º lugar no Campeonato Mundial IBJJF (2019 faixa-roxa)
- Campeão Pan-Americano IBJJF (2018 na faixa-azul e 2019 na faixa-roxa).[nota 2]
- Campeão Europeu IBJJF (2019 faixa-roxa, 2020 faixa-marrom)
- Vencedor do Abu Dhabi Grand Slam Miami (2020 faixa-marrom)
- Vencedor do Abu Dhabi Grand Slam Abu Dhabi (2018 faixa-roxa)
- Vencedor do Abu Dhabi Grand Slam Los Angeles (2018 faixa-roxa)
- Campeão do Campeonato Mundial Profissional de Jiu-Jitsu de Abu Dhabi (2019 faixa-roxa)
- Campeão Mundial Juvenil IBJJF (2016 / 2017) [nota 3]
- Campeão Mundial Juvenil No-Gi IBJJF (2016)[nota 2]
- Campeão Pan-Americano Juvenil IBJJF (2016 / 2017)[nota 2]
- 2º lugar no Campeonato Mundial Juvenil IBJJF (2017)

## Prêmios e honrarias
- Grappler Masculino do Ano (Gi) pela Jitsmagazine em 2021[53]
- Grappler Masculino do Ano (Gi) pela Jitsmagazine em 2022[54]

## Ver Também
- Rafael Lovato Júnior
- Luiza Monteiro
- Tye Ruotolo
- Carlos Lemos Júnior
- Braulio Estima
- Tayane Porfírio
- Megaton Dias
- Mikey Musumeci
- Cyborg Abreu
- Jonathan Torres
- Kaynan Duarte
- Fellipe Andrew
- Rafael Mendes
- Gustavo Batista